# Bromberger Blutsonntag
Der Bromberger Blutsonntag war ein Ereignis am 3. und 4. September 1939, bei dem eine beträchtliche Zahl der in der seit 1920 zu Polen gehörenden Stadt Bromberg (polnisch: Bydgoszcz) ansässigen Deutschen, aber auch viele Polen zu Tode kamen. Dies fand zwei Tage nach dem deutschen Überfall auf Polen statt. Die Angaben der Historiker über die Zahl der Toten schwanken beträchtlich; auch werden die Ereignisse unterschiedlich erklärt.

## Die Ereignisse in Bromberg am 3. und 4. September 1939
In den ersten Kriegstagen näherte sich die deutsche 3. Infanteriedivision durch den Raum Bromberg der Weichsel. Große Teile der polnischen Armee Pomerellen wurden in der Schlacht in der Tucheler Heide zerschlagen. Die polnischen Behörden in der Stadt Bromberg fürchteten eine schnelle Besetzung der Stadt und stellten mit Freiwilligen, darunter Angehörige paramilitärischer Einheiten und Pfadfinder, eine Art „Bürgerwehr“ auf. Am 3. September bewegten sich bereits polnische Soldaten und Zivilisten in großer Zahl durch die Stadt. Auf der zentralen Danziger Straße entstand eine Panik. In dieser Situation verbreiteten sich Gerüchte, denen zufolge deutsche Saboteure von den Türmen der evangelischen Kirchen auf Polen geschossen hätten. Die Gerüchte lösten eine Hetzjagd auf einheimische Deutsche aus. Polnische Soldaten und bewaffnete polnische Zivilisten unternahmen Aktionen gegen Volksdeutsche, die der Zusammenarbeit mit den deutschen Truppen verdächtigt wurden. Nachdem sich die Situation gegen Nachmittag beruhigt hatte, setzte die „Bürgerwehr“ die Aktionen während der Nacht und des folgenden Tages fort, bis am Morgen des 5. September deutsche Truppen in die Stadt einmarschierten. Häuser wurden geplündert und eine Kirche in Brand gesteckt. Die einzelnen Taten lassen sich jedoch im Nachhinein nicht mehr rekonstruieren. Ob tatsächlich eingeschleuste deutsche Provokateure oder lokale Volksdeutsche das Feuer eröffneten oder ob aus Hysterie eine Panik entstand, ist ungeklärt.

## NS-Propaganda

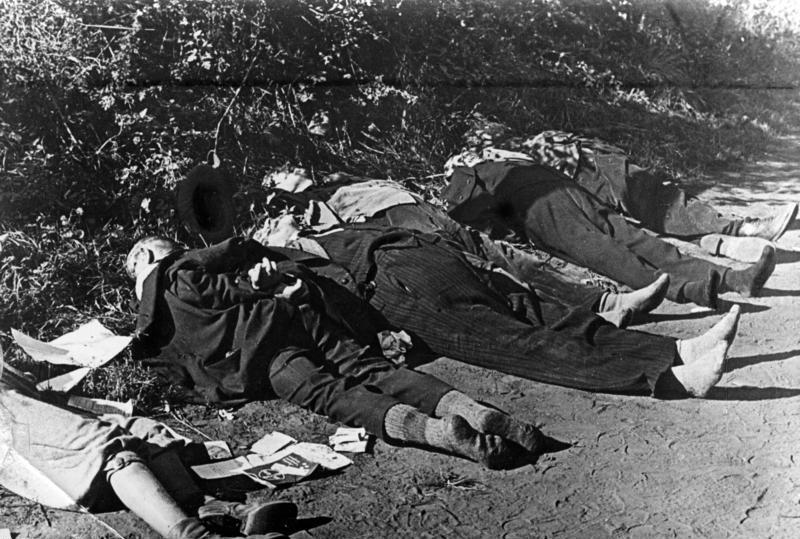
Fotografie der Leichen von Gewaltopfern in Bromberg und Umgebung durch Angehörige der PK 689

Sofort nach dem Bekanntwerden erster Nachrichten ordnete Heinrich Himmler auf Befehl von Adolf Hitler an, die Ereignisse propagandistisch auszunutzen und zum offiziellen Anlass für – lange zuvor geplante – „Säuberungsaktionen“ zu nehmen. Die nationalsozialistische Propaganda begann umgehend damit, die „Leiden der Volksdeutschen“ auszuschlachten. Seit Beginn des Jahres 1939 war bereits eine Pressekampagne über vermeintliche Verbrechen der Polen an Volksdeutschen im Gange, die vom Reichspropagandaministerium gesteuert wurde. Die Ereignisse in Bromberg wurden als Fortsetzung antideutscher Politik der Polen seit 1919 dargestellt. Den Begriff „Bromberger Blutsonntag“ prägte die Deutsche Rundschau am 8. September 1939.
Die Propagandakompanie 689 hielt sich vom 4. bis 15. September 1939 hauptsächlich in der Gegend von Bromberg auf. Sie berichtete über die Ereignisse und machte zahlreiche Aufnahmen von Leichen. Am 7. September verbreitete das Deutsche Nachrichtenbüro die ersten Meldungen über „Bromberg – Stadt des Grauens“. Die Fotografien sollten dabei den angeblichen Sadismus der Polen illustrieren. Das Propagandaministerium lud am 7. September zehn ausgewählte ausländische Journalisten zu einer Pressefahrt nach Bromberg ein, wo sie zu den Leichen weiblicher Opfer geführt wurden und sich mit ausgewählten Zeugen unterhielten. Ob die gezeigten Opfer wirklich ermordete Volksdeutsche waren, ist jedoch nicht sicher, da Wehrmacht, Feldgendarmerie und Polizei in Bromberg und Umgebung vom 5. bis zum 9. September ihrerseits 200 bis 400 Zivilisten erschossen hatten, darunter auch Frauen. Während die Bilder der Propagandakompanie Opfer von Gewalttaten zeigten, sprachen die nationalsozialistischen Begleittexte von „polnischen Horden“ als Tätern. Nicht zuletzt gestützt auf die Publikation von „Greuelbildern“ zweifelhafter Authentizität etablierte die Propaganda ein Selbstbild der Deutschen als Opfer polnischer Übergriffe und der Polen als bestialischer Täter. Unter den deutschen Soldaten wurde eine Partisanenpsychose geschürt, die Gewaltakte als „vorauseilende Vergeltung“ erscheinen ließ.

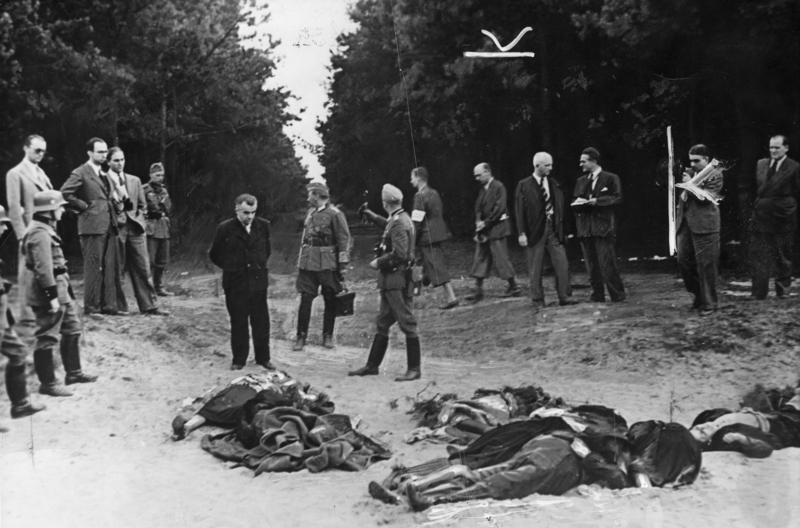
Ausländische Journalisten nehmen am 7. September weibliche Leichen in der Umgebung von Bromberg in Augenschein; Fotografie von Heinz Fremke

Die Wehrmacht-Untersuchungsstelle, Kriegsrichter und Gerichtsmediziner führten in Bromberg Untersuchungen durch. In Posen wurde eine „Gräberzentrale“ eingerichtet. Der Leiter, Kurt Lück, sprach im Oktober 1939 von ungefähr 1.000 in Bromberg ermordeten Volksdeutschen. Für ganz Polen wurde die Zahl der volksdeutschen Opfer im November 1939 mit 5.437 angegeben. Auf Anweisung des Reichsinnenministeriums vom 7. Februar 1940 wurde fortan offiziell immer von 58.000 deutschen Opfern gesprochen.
Im Auftrag Joseph Goebbels’ schrieb Edwin Erich Dwinger das Buch Der Tod in Polen. Die volksdeutsche Passion (1940). Dwinger beschrieb den „Bromberger Blutsonntag“ als ein seit langem in Warschau befohlenes Pogrom der polnischen Armee gegen die deutsche Bevölkerung, dem sich polnische Zivilisten angeschlossen hätten. Er zog Vergleiche mit den Proskriptionen des Sulla, der Bartholomäusnacht und Dschingis Khan und sprach von angeblich folgenden „Todesmärschen“. Mit seiner groben Verzerrung der historischen Tatsachen wollte er eine rassische Minderwertigkeit der polnischen Nation belegen.

## Offizielle polnische Untersuchungen
Nach einer englischen Zeugin wurden gegen 16 Uhr auf dem Rückzug befindliche Teile einer polnischen Artillerieabteilung beim Durchmarsch aus dem „Deutschen Haus“ in Bromberg heraus beschossen. Sie erwiderten das Feuer, wurden jedoch kurz darauf auch vom Turm der Jesuitenkirche aus unter Beschuss genommen. Jeder Zivilist, bei dem eine Waffe gefunden wurde, soll von den Soldaten anschließend erschossen worden sein. Teile der deutschen und polnischen Zivilbevölkerung seien in die Wälder geflüchtet. Der Ort habe währenddessen unter ständigen deutschen Luftangriffen gelegen.
Offizielle polnische Quellen erklärten später, es seien 238 polnische Soldaten und 223 „Angehörige einer Fünften Kolonne“ getötet worden. Bei späteren Vergeltungsaktionen durch die Nationalsozialisten seien 10.500 Polen getötet und 13.000 in Konzentrationslager verschleppt worden.
Das polnische Institut für Nationales Gedenken (IPN) nahm im Juni 2004 eine Untersuchung der Vorgänge in Bromberg zwischen dem 3. und dem 5. September 1939 auf.
2008 gab das IPN ein Weißbuch heraus, in dem es Indizien zusammenstellte. Jochen Böhler schrieb dazu 2009:

„Großes Gewicht wurde dabei auf Berichte des polnischen Heeres und auf Aussagen von Soldaten gelegt, die einhellig von in Bromberg gesichteten deutschen Freischärlern berichteten. Doch muss die Aussagekraft solcher Dokumente bezweifelt werden. […] Mit letzter Sicherheit lässt sich auch anhand der jüngst veröffentlichten Indizien – wie die Autoren selber einräumen – nicht nachweisen, dass Deutsche am 3. September auf polnische Truppen schossen und damit die als ‚Bromberger Blutsonntag‘ bezeichneten Übergriffe provozierten. Es lässt sich aber auch nicht ausschließen. Nachdem mittlerweile alle einschlägigen Archive […] gesichtet worden sind, wäre es an der Zeit, die Akte zu schließen. Die Übergriffe in Bromberg trafen […] weitgehend Unbeteiligte, was nun auch die polnische Seite einräumt. Dies wäre ein guter Ansatzpunkt, um endlich zu einer gemeinsamen Form des Gedenkens an die Opfer des ‚Bromberger Blutsonntags‘ zu finden.“

## Opferzahlen und verschiedene Erklärungen
Unstrittig ist, dass in Bromberg geschossen wurde. Strittig ist dagegen, auf wen und ob es sich um deutsche Provokateure oder polnische Partisanen handelte. Eine nicht genau zu ermittelnde Zahl von Deutschen wurde in diesem Zusammenhang getötet.
Christian Zentner schreibt, der polnische Militärkommandant von Bromberg habe ein Massaker an mehreren Tausend deutschen Brombergern befohlen. Hugo Rasmus – ein gebürtiger Bromberger – hat eine Liste der in der Stadt Bromberg ermordeten Deutschen erstellt. Diese Liste enthält die Namen von 358 Personen, darunter 39 Frauen und 55 alten Menschen. Nicht berücksichtigt sind dabei die Ermordeten in Bromberg umgebenden Dörfern sowie in den anderen Landesteilen Polens.
Insgesamt bewegen sich die Angaben über die Zahl der volksdeutschen Opfer dieser Ausschreitungen in der Literatur meist zwischen 700 und 1200 Menschen. Die Schwankungen ergeben sich unter anderem oft aus der Frage, ob nur die Opfer in der Stadt Bromberg selbst gezählt wurden oder ob man die Opfer in den umliegenden Gemeinden mit einbezog.
Da keine nationalsozialistischen Auszeichnungen oder sonstige Ehrungen an Mitglieder von Militäreinheiten oder Sondereinheiten für Aktionen im fraglichen Zeitraum im Raum Bromberg vergeben wurden und sich überhaupt die Anwesenheit oder Abwesenheit regulärer deutscher Truppen in diesem Gebiet am 3. September 1939 bislang nicht belegen ließ, wird eine Beteiligung von SS oder Wehrmacht an den Morden von den meisten Historikern ausgeschlossen. Jürgen Runzheimer stellt dazu fest, dass es für eine Provokation des deutschen SD keinerlei Anhaltspunkte gebe. Dieser Auffassung widersprechen neuere Ergebnisse des IPN, das einen Mitarbeiter der Abwehr-Stelle Stettin unter den Opfern ausgemacht habe. Aus den gefundenen Unterlagen über geplante und mögliche Sabotageaktionen und Überfälle der deutschen Abwehr, die im Zuge der Vorkriegsspannungen entstanden waren, lässt sich das Vorhandensein deutscher Provokateure in Bromberg auch nach Erich Kuby nicht ausschließen.
Die Ausschreitungen in Bromberg sind Teil der polnischen Übergriffe auf Volksdeutsche in Polen zu Beginn des Überfalls auf Polen. In einer Dokumentation des Auswärtigen Amtes vom November 1939 wurde die Gesamtzahl der während dieser Ereignisse ermordeten Angehörigen der deutschen Minderheit in Polen mit 5437 Toten angegeben. Hans Roos spricht von insgesamt 7000 Toten. Christian Jansen und Arno Weckbecker resümierten 1992, dass während der Kriegshandlungen 1939 insgesamt fast 4500 Volksdeutsche umgekommen seien, auch als Angehörige des polnischen Militärs und als Opfer der deutschen Luftangriffe.

„Massenverhaftungen nach vorbereiteten Listen, planlose Märsche, auf denen vor allem die Alten und Kinder den Strapazen zum Opfer fielen, Exekutionen, Morde und Brandstiftungen waren an der Tagesordnung. Den Höhepunkt bildete der berüchtigte ‚Bromberger Blutsonntag‘ am 3. September, als etwa 1000 Deutsche unter dem Vorwand, dass sie auf polnische Truppen geschossen hätten, ermordet wurden. Insgesamt kamen rund 13.000 Volksdeutsche ums Leben. Spätere Übertreibungen der nationalsozialistischen Propaganda führten dazu, dass Berichte über das tatsächliche Geschehen international überhaupt auf Unglauben stießen.“

## Rezeption
Die Ereignisse bilden den Hintergrund für den polnischen Fernsehfilm Sąsiedzi („Nachbarn“) aus dem Jahr 1969.